# Union européenne d'espéranto
Pour les articles homonymes, voir Union européenne (homonymie) et EEU.
L'Union européenne d'espéranto (en espéranto : Eŭropa Esperanto-Unio ou EEU) est une association espérantophone européenne de droit belge qui se fixe pour but "la coordination et l'encouragement des activités des espérantophones en Europe, spécialement auprès des instances politiques et culturelles de l'Union européenne, en étudiant et en créant les conditions favorables au progrès de ces activités ; la contribution à la garantie de l'égalité des droits linguistiques pour toutes les langues parlées en Europe – officielles, minoritaires ou régionales ; raffermir la conscience européenne chez les citoyens de l'Union européenne."

## Actions
Au cours du 96e congrès mondial d’espéranto en 2011 à Copenhague, EEU a pris les résolutions suivantes :
1) EEU proclame l'année 2012 « Année de Tibor Sekelj » à l'occasion du centenaire de sa naissance . « Tibor Sekelj est non seulement un éminent espérantiste aux nombreux mérites mais aussi un écrivain au succès exceptionnel qui a vu ses 20 ouvrages traduits dans de nombreuses langues; un tiers des originaux était écrit en espéranto. C'était un explorateur, un géographe, un archéologue, un ethnologue, un muséologue, un journaliste, un cinéaste, un alpiniste, un aventurier et par conséquent l'espérantiste le plus connu en dehors du mouvement espérantiste. Il a fondé des dizaines d'associations et une quarantaine de sociétés espérantistes principalement en Asie et en Amérique du Sud. »— Universala Kongreso en Kopenhago kaj agado de EEU ,  Zlatko Tišljar
2) EEU a lancé une initiative populaire européenne de proposition de loi à la Commission européenne pour que « l'UE officialise le chant de l'hymne européen dans la langue neutre espéranto dans le texte traditionnel de EEU, membre de la Plateforme Citoyenne pour le Multilinguisme créée par la Commission Européenne en 2009. ». La proposition est rejetée par la Commission.

## Membres effectifs

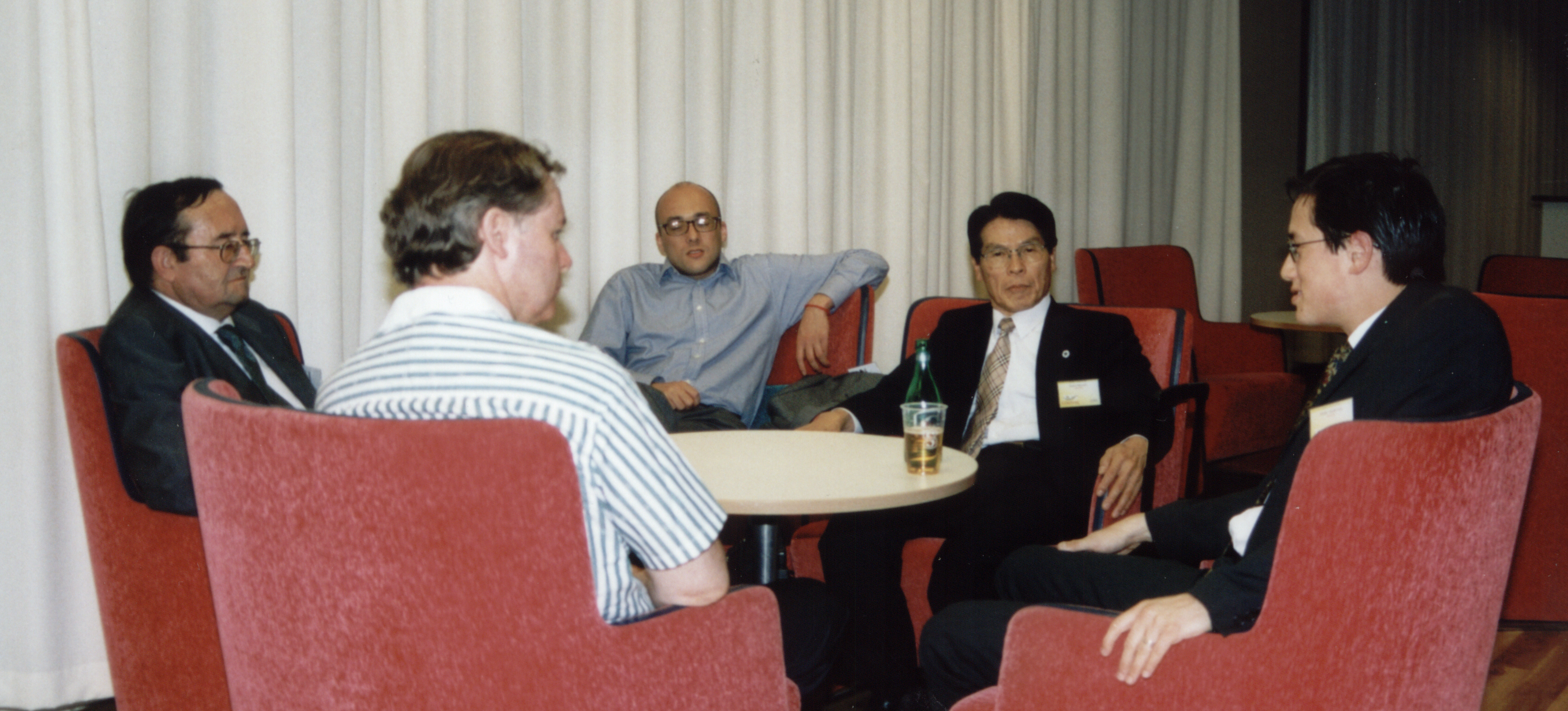
Réunion de l'EEU en 2003, lors du mondial d’espéranto

Selon les statuts de l'association, il ne peut y avoir comme membre qu'une seule association de chaque pays.
- Allemagne : Association allemande d'espéranto
- Autriche : Fédération autrichienne d'espéranto (eo)
- Belgique : Fédération belge d'espéranto (eo)
- Danemark : Association danoise d'espéranto
- Espagne : Fédération espagnole d'espéranto
- Finlande : Association finlandaise d'espéranto
- France : Espéranto-France
- Grèce : Association grecque d'espéranto
- Hongrie : Association hongroise d'espéranto (eo)
- Irlande : Association irlandaise d'espéranto
- Italie : Fédération italienne d'espéranto
- Lettonie : Association lettone d'espéranto (eo)
- Lituanie : Association lituanienne d'espéranto (eo)
- Luxembourg : Association luxembourgeoise d'espéranto
- Malte : Société maltaise d'espéranto (eo)
- Pays-Bas : Espéranto Pays-Bas (eo)
- Pologne : Association polonaise d'espéranto (eo)
- Portugal : Association portugaise d'espéranto (eo)
- Royaume-Uni : Association britannique d'espéranto
- Slovaquie : Fédération slovaque d'espéranto (eo)
- Slovénie : Ligue slovène d'espéranto (eo)
- Suède : Fédération suédoise d'espéranto (eo)
- République tchèque : Association tchèque d'espéranto (eo)

## Congrès
Le 6e congrès de l'Union européenne d'espéranto (en espéranto : Kongreso de Eŭropa Esperanto-Unio ou KEEU) eut lieu en août 2004 à Bilbao en Espagne. Y ont pris part 284 espérantophones venant de 24 pays. La résolution de Bilbao invite, entre autres, les parlementaires européens à créer un groupe inter-partis sur l'égalité des droits linguistiques. Il y eut plusieurs conférences et excursions. Lors de l'ouverture du congrès, Michael Cwik fit une conférence sur le thème : "Union européenne : L'espéranto pour un monde multilingue" (en espéranto : Eŭropa Unuiĝo: Esperanto por multlingva mondo). D'autres conférences sur : l'histoire du mouvement ouvrier basque (A. del Barrio) ; des points de vue sur l'Union européenne de pays étant hors de l'Union (A. Nikolaeva) ; les aspects juridiques de l'élargissement de l'Union (Rafaela Urueña) ; de quelle Europe voulons nous ou avons nous besoin (Michael Cwik).
Le 7e congrès eut lieu en juillet/août 2007 à Maribor en Slovénie. Y ont pris part 256 espérantophones, dont deux membres du Parlement européen (Margareta Handzlik de Pologne et Ljudmila Novak de Slovénie). Pour la première fois, le congrès avait pour thème un problème non-linguistique : l'eau.

### Liste des congrès
| N° | Année | dates       | Ville            | Pays      | Participants | Pays |
| -- | ----- | ----------- | ---------------- | --------- | ------------ | ---- |
| 10 | 2014  | 6-12/07     | Rijeka           | Croatie   | 146          | 21   |
| 9  | 2012  | 16-20/07    | Galway           | Irlande   | 157          | 28   |
| 8  | 2009  | 28/05-02/06 | Herzberg am Harz | Allemagne | 400          | 23   |
| 7  | 2007  | 28/07-04/08 | Maribor          | Slovénie  | 256          | 29   |
| 6  | 2004  | 25-29/08    | Bilbao           | Espagne   | 284          | 24   |
| 5  | 2002  |             | Vérone           | Italie    | ?            |      |
| 4  | 2000  | 27/04-01/05 | Ostende          | Belgique  | 400          |      |
| 3  | 1997  |             | Stuttgart        | Allemagne | ?            |      |
| 2  | 1995  |             | Paris            | France    | > 400        |      |
| 1  | 1992  |             | Vérone           | Italie    | ?            |      |